# Шарафутдинов, Виктор Хусаинович
Шарафутдинов Виктор Хусаинович (род. 11 июня 1944 года)  — художник-монументалист. Заслуженный художник БАССР (1988).  Член Союза художников СССР (1987).

## Биография
Шарафутдинов Виктор Хусаинович родился 11 июня 1944 года в Челябинске.
В 1971 году окончил отделение монументальной живописи факультета монументального и декоративно-прикладного Московской государственной художественно-промышленной академии имени С. Г. Строганова
Живет в г. Уфе.  Работает  в  Уфимской государственной академия искусств имени Загира Исмагилова с 2001 года.  С  2008 года -  зав. кафедрой  рисунка,  доцент.

## Работы
- Гобелен «Русское гостеприимство» (Орел, мотель «Шипка», 1971-1973)
- Роспись «Сабантуй» (Елабуга, ДК «Прикамнефть», 1974-1975); «Акбузат, Урал-Батыр» (п. Лагерный Салаватского р-на, 2000-2001)
- Мозаичное панно: «Урал-Батыр» (ДК г. Баймак, 1987); «Медицина» (Сибай, 1992); «Акбузат» (ДК г. Баймак, 1993)
- Горельефы: «Строитель» (Уфа, строительный факультет УГНТУ, 1980-1981); «Покорители космоса» (УГАТУ, 1980-1981); «Музыка, театр, литература», «Искусство» (ДК «Синтезспирт» г. Уфа, 1982)
- Витражи: «Каменный цветок» (Сибай, 1982); «Лошадиные головы» (Уфа, ипподром, 1982)
- Композиции из металла: «Музы» (Межгорье, 1995); «Искусство» (Красноусольск, 2000-2001); «Искусство» (УУИ, 2000-2001); «Песня курая» (Мраково Кугарчинского района, 2001-2002); «Курай» (ДК В. — Киги Кигинского района, 2003); «Мелодия курая» (Чишмы, 2003); в БГТДТ «Нур» (2004)
- Мемориал павшим воинам 1941-45 (с. Таваканово, 2002).

## Выставки
Шарафутдинов Виктор Хусаинович - участник республиканских и всероссийских выставок с 1985 года.

## Награды и звания
Заслуженный художник БАССР (1988).